# TEX12
TEX12 (англ. Testis expressed 12) – білок, який кодується однойменним геном, розташованим у людей на 11-й хромосомі. Довжина поліпептидного ланцюга білка становить 123 амінокислот, а молекулярна маса — 14 107.
| 10         |  | 20         |  | 30         |  | 40         |  | 50         |
| ---------- |  | ---------- |  | ---------- |  | ---------- |  | ---------- |
| MMANHLVKPD |  | NRNCKRPREL |  | ESPVPDSPQL |  | SSLGKSDSSF |  | SEISGLFYKD |
| EALEKDLNDV |  | SKEINLMLST |  | YAKLLSERAA |  | VDASYIDEID |  | ELFKEANAIE |
| NFLIQKREFL |  | RQRFTVIANT |  | LHR        |  |            |  |            |

A: Аланін

C: Цистеїн

D: Аспарагінова кислота

E: Глутамінова кислота

F: Фенілаланін

G: Гліцин

H: Гістидин

I: Ізолейцин

K: Лізин

L: Лейцин

M: Метіонін

N: Аспарагін

P: Пролін

Q: Глутамін

R: Аргінін

S: Серин

T: Треонін

V: Валін